# Ergun Caner
Ergun Michael Caner, conocido también como Ergun Mehmet Caner, (nacido en Estocolmo, Suecia, en 1966) es un predicador bautista, profesor en la Liberty University, una entidad educativa confesional fundada por Jerry Falwell en 1971, de cuyo seminario teológico fue decano desde 2005 hasta mediados de 2010. Es coautor de varios libros con su hermano Emir, presidente del Truett-McConnell College, establecimiento bautista situado en Cleveland, Georgia. En sus sermones, escritos y entrevistas ha dirigido fuertes críticas contra otras denominaciones cristianas protestantes, tales como el calvinismo, y contra el Islam.

## Biografía

### Primeros años
Ergun Caner nació el 3 de noviembre de 1966 en Estocolmo, hijo de Acar Martin Caner y Monica Inez Hunt. Su padre Acar era un inmigrante turco de religión musulmana, nacido en Estambul en 1933. Los padres de Caner se casaron en abril de 1966 en Estocolmo. Tres hijos nacerían de esta unión: Ergun, Erdem y Emir.
En septiembre de 1969 los Caner llegaron a los Estados Unidos, cuando el joven Ergun tenía dos años de edad, y se radicaron en Ohio.
En 1978 los padres de Ergun se divorciaron y comenzó un litigio sobre la educación religiosa de los hijos, pues Acar procuraba que fueran criados en la religión musulmana. La justicia resolvió que los hijos habrían de recibir formación religiosa a través de cada uno de sus progenitores hasta tanto alcanzaran la edad necesaria para efectuar sus propias elecciones. En el acuerdo de separación se otorgaba la tenencia de los niños a la madre y se establecía un régimen de visitas respecto del padre.
Tras el divorcio, Acar se casó en segundas nupcias con Mubeccel Fatma Caner, con quien tendría dos hijas: Eren Emine y Eda Muyesser.
En enero de 1980 el padre de Ergun, Acar Martin Caner, cambió legalmente su nombre a "Acar Mehmet Caner".
Tras frecuentar una iglesia bautista en Columbus, Ohio, Ergun, según su relato, se convirtió al cristianismo en 1982, cosa que también hizo su hermano Emir. Luego ambos estudiaron en el Criswell College, de Dallas y más tarde ingresaron en el Southeastern Baptist Theological Seminary, de Carolina del Norte.
En abril de 1989, su padre Acar dictó un testamento en el cual lega sus bienes y propiedades a su segunda esposa y, en caso de haber ella fallecido, a sus dos hijas, fruto de su segundo matrimonio. A los hijos de su primer matrimonio, incluyendo a Ergun, sólo les legó sendas copias del Corán.

### Predicador, autor y profesor de religión
Pocos meses después de los atentados del 11 de septiembre de 2001, Ergun y Emir Caner publicaron el libro Unveiling Islam (es decir, Desvelando el Islam), en el que denuncian dicha religión. El libro fue un éxito de ventas (cien mil ejemplares en un año).
Ergun Caner se convirtió en un predicador de importancia, con gran presencia en los medios de comunicación, donde exponía su conversión y denunciaba tendencias violentas y retrógradas del Islam. Luego de dos años como profesor en el Criswell College comenzó a dar clases en la Liberty University, y en febrero de 2005 Jerry Falwell anunció la designación de Caner como decano del Seminario Teológico de dicha universidad. El carisma y desenfado de Caner en sus sermones y conferencias le hicieron popular entre los estudiantes, y la matrícula del seminario se triplicó durante su mandato.
Aunque su nombre legal es Ergun Michael Caner, comenzó a presentarse con frecuencia como Ergun "Mehmet", nombre este último que es la traducción al idioma turco del nombre de Mahoma, principal profeta del Islam. Sus críticos aseguran que esto fue parte de su estrategia para sacar partido del contraste entre un supuesto pasado de devoto musulmán y un presente de fervoroso predicador cristiano bautista.

### Controversias. Investigación de la Liberty University. Fin del decanato
En los sermones, entrevistas y conferencias que le hicieron famoso, Caner solía dar detalles de una supuesta vida como extremista y "jihadista", así como datos sobre su entorno familiar de crianza. Sostenía que había sido criado como musulmán suní con una madre "wahhabi" y que había llegado a Estados Unidos en la adolescencia como "masjidato", palabra que, aseguró, significa "misionero" y que se relacionaría con la construcción de mezquitas (efectivamente denominadas "másyid" en idioma árabe).
Narraba discusiones con su padre y a menudo pronunciaba palabras y frases, supuestamente en idioma árabe o turco, de las que a continuación brindaba la "traducción". Caner dijo que el árabe y el turco habían sido sus idiomas antes que el inglés, idioma que en algunas oportunidades pronunciaba con un cierto acento exótico. También afirmó que había recibido entrenamiento para actos de terrorismo en "madrasas", y que en la "guerra contra el terror" había militado en ambos bandos.
Varios errores que Caner cometió en intervenciones públicas acerca de aspectos centrales del culto islámico, difíciles de compatibilizar con su alegada formación en una familia estrictamente musulmana y con la militancia en grupos extremistas, llamaron la atención de los críticos. Entre ellos suponer que el Ramadán consta de cuarenta días en lugar de treinta, imprecisiones sobre la shahadah o testimonio de fe, así como frases completas sin semejanza con el idioma árabe, turco u otro identificable, que Caner profería y de las que seguidamente ofrecía "traducciones" para sus audiencias.
En una entrevista en el programa de radio "Rick and Bubba", Caner sostuvo que había llegado a los Estados Unidos cuando tenía trece años, sin saber nada acerca del país salvo por programas retransmitidos por la televisión de Turquía durante los años 1970'. Aseguró también que cuando adoptó el cristianismo aún estaba aprendiendo a hablar en inglés. En otras ocasiones dijo que había crecido en Turquía en un clima de "jihad islámico", que había sido entrenado como terrorista y que había experimentado luego una dramática conversión al cristianismo. Los archivos del divorcio de sus padres muestran que se radicaron en Ohio, Estados Unidos, en 1970, cuando Caner tenía tres o cuatro años, lo que hace imposible una vida como extremista islamista en Turquía durante su adolescencia, antes de su llegada a Estados Unidos, y no coincide con el hecho de que estuviera aprendiendo el idioma inglés en 1982.
También había sostenido Caner que su madre no adoptó el cristianismo sino desde 1991, y que antes, teniendo tres hijos conversos, había seguido siendo una mujer tras el velo, una mujer tras el chador. Sostuvo asimismo que su madre era de nacionalidad turca.
Para ilustrar sus críticas contra el islam, Caner solía hacer citas en árabe u otros idiomas no identificados, que de acuerdo con exámenes posteriores resultaron no coincidir con ninguna palabra reconocible. James White, un reconocido teólogo bautista, director de Alpha and Omega Ministries, una organización cristiana con base en Phoenix, Arizona, analizó algunos de los videos en que Caner aparece pronunciando estas palabras o frases, y concluyó que no pertenecían, cuando menos, al idioma árabe.
A principios de 2010, un bloguero musulmán de Londres, Mohammad Khan, hizo pública una serie de fragmentos de entrevistas, conferencias y sermones filmados en que Caner aparecía formulando afirmaciones erróneas sobre aspectos cotidianos de la práctica religiosa musulmana u ofreciendo traducciones de supuestas frases en árabe o turco.
Estas cuestiones tuvieron amplia resonancia en la blogosfera bautista, calvinista y cristiana en general, de Estados Unidos. Numerosos blogs reprodujeron el material de Khan, lo enriquecieron con nuevas investigaciones, lo apoyaron o refutaron.
El 25 de febrero de 2010, ante las numerosas críticas, Caner emitió un comunicado en que sostuvo que no había tenido intenciones de inducir a nadie al error y ofrecía sus disculpas por aquellas veces en que había hablado en forma equivocada o confusa. En aparente respuesta a las acusaciones de fabricar frases inexistentes en idioma árabe, afirmó que su linaje era turco, no árabe, por lo cual podría cometer errores de pronunciación, y que en todo caso los dialectos árabes varían mucho de país a país.
El 10 de mayo de 2010, la Liberty University anunció que iniciaría una investigación formal de las alegadas discrepancias en el supuesto ambiente de crianza de Ergun Caner, por entonces decano y presidente del Seminario Teológico y Escuela de Graduados de la Liberty University.
El rector de la universidad, Jerry Falwell (h), manifestó: "(La Universidad) Liberty no acostumbra iniciar evaluaciones del personal basadas en acusaciones de blogs de internet. Sin embargo, dado el hecho de que algunos periódicos han formulado preguntas, sentimos que es necesario iniciar una investigación formal" La decisión recayó luego de semanas de alboroto en la blogosfera bautista de Estados Unidos sobre las posibles contradicciones e inexactitudes en que habría incurrido Caner al describir su supuesto paso del extremismo islámico a la fe cristiana.
Al saberse del inicio de la investigación oficial, Ergun Caner declaró: "Estoy encantado con que la Liberty University esté formando este comité y espero que todo este proceso esté llegando a un cierre".
El 25 de junio de 2010 la Liberty University anunció que el contrato de Caner como decano del Seminario Teológico no sería renovado, aunque Caner seguiría siendo profesor. El comité investigador concluyó que Caner había formulado declaraciones autocontradictorias acerca de fechas, nombres y lugares de residencia". Dan Mitchell fue nombrado entonces decano interino.
Parte de las críticas que condujeron al cese de Caner en su cargo de decano están aludidas de modo indirecto en su página web oficial.

## Libros
- Caner, Ergun (2004). Voices Behind the Veil: Women on the Women of Islam. Grand Rapids, MI: Kregel Publications. ISBN 082542402X.
- Caner, Ergun; Emir Fethi Caner (2009). Unveiling Islam: An Insider's Look at Muslim Life and Beliefs. Grand Rapids, MI: Kregel Publications. ISBN 978-0825424281.
- Caner, Ergun; Emir Fethi Caner (2003). More Than a Prophet: An Insider's Response to Muslim Beliefs About Jesus & Christianity. Grand Rapids, MI: Kregel Publications. ISBN 978-0825424014.
- Caner, Ergun (2009). Holier Than Thou: When Faith Becomes Toxic. Nashville, TN: Abingdon Press. ISBN 978-0687658404.